# Hanvikens SK
Hanvikens SK, eller Hanvikens Sportklubb, är Tyresö kommuns äldsta idrottsförening, bildad 1944. Föreningen kallas även HSK, och har bidraget med medaljörer inom olympiska spel, världsmästerskap, Europamästerskap och svenska mästerskap inom olika idrotter. I klubbens regi har idrotter som bordtennis, friidrott, bandy, handboll, simning, ridning, casting, fotboll, ishockey, innebandy med mera bedrivits genom åren. Föreningen har cirka 2 300 medlemmar och bedriver idrott på Trollbäckens IP (idrottsplats).[källa behövs]
HSK vision knyter an till historik och traditioner med fortsatt fokus på idrottsutveckling i framtiden:
"Tillsammans utvecklar vi idrott för framtiden i Tyresö". Hanvikens SK bedriver i dag utveckling av idrott inom ishockey, fotboll, friidrott och innebandy. Ishockeysektionen bedrivs sedan säsong 2012/2013 under namnet Tyresö Hanviken Hockey. Sedan 2015 bedriver föreningen även eget Idrottsfritids i samarbete med Tyresö Kommun.
Damfotbollslaget har spelat Föreningens damlag har spelat nio säsonger i Sveriges näst högsta division

## Ishockey
Klubbens ishockeysektion tävlar under namnet Tyresö Hanviken Hockey. 
Senaste säsonger för herrarnas A-lag i ishockey
| Säsong    | Division          | Placering | Vårserie              | Playoff/Kval                    |
| --------- | ----------------- | --------- | --------------------- | ------------------------------- |
| 2017/2018 | Hockeyettan Östra | 11        | 5:a i vårserien       |                                 |
| 2018/2019 | Hockeyettan Östra | 11        | 6:a i vårserien       | 3:a i kvalserien                |
| 2019/2020 | Hockeyettan Östra | 9         | 7:a i vårettan        | Kvalserien inställd.            |
| 2020/2021 | Hockeyettan Östra | 5         | 10:a i Allettan Norra |                                 |
| 2021/2022 | Hockeyettan Östra | 2         | 9:a i Allettan Södra  |                                 |
| 2022/2023 | Hockeyettan Östra | 5         | 4:a i Allettan Norra  | Slutspel: Utslagna av Sundsvall |

Anmärkningar
1. ↑  Fick plats i Hockeyettan efter att IK Pantern gått i konkurs.[3]